# 錫爾弗邁恩 (康乃狄克州)
錫爾弗邁恩（英語：Silvermine）是位於美國康乃狄克州費爾菲爾德縣的一個非建制地區。

## 地理
錫爾弗邁恩的座標為41°09′25″N 73°26′42″W / 41.15694°N 73.44500°W，而該地的平均海拔高度為34米（即112英尺）。